# Wygnanów (powiat jędrzejowski)
Wygnanów – wieś w Polsce położona w województwie świętokrzyskim, w powiecie jędrzejowskim, w gminie Małogoszcz.
| SIMC    | Nazwa    | Rodzaj    |
| ------- | -------- | --------- |
| 0249573 | Okupniki | część wsi |

W latach 1975–1998 miejscowość należała administracyjnie do województwa kieleckiego.